# Rocken am Brocken
Das Rocken am Brocken Festival (kurz: RaB; auch: Rocken am Brocken in Elend bei Sorge) ist ein jährlich stattfindendes dreitägiges Freiluft-Musikfestival in der sachsen-anhaltischen Stadt Oberharz am Brocken (Ortsteil Elend). Das Festival läuft unter dem Motto „Natur-Musik-Freundschaft“ und findet auf der Wiese Gieseckenbleek statt, die an den Nationalpark Harz grenzt.

## Geschichte

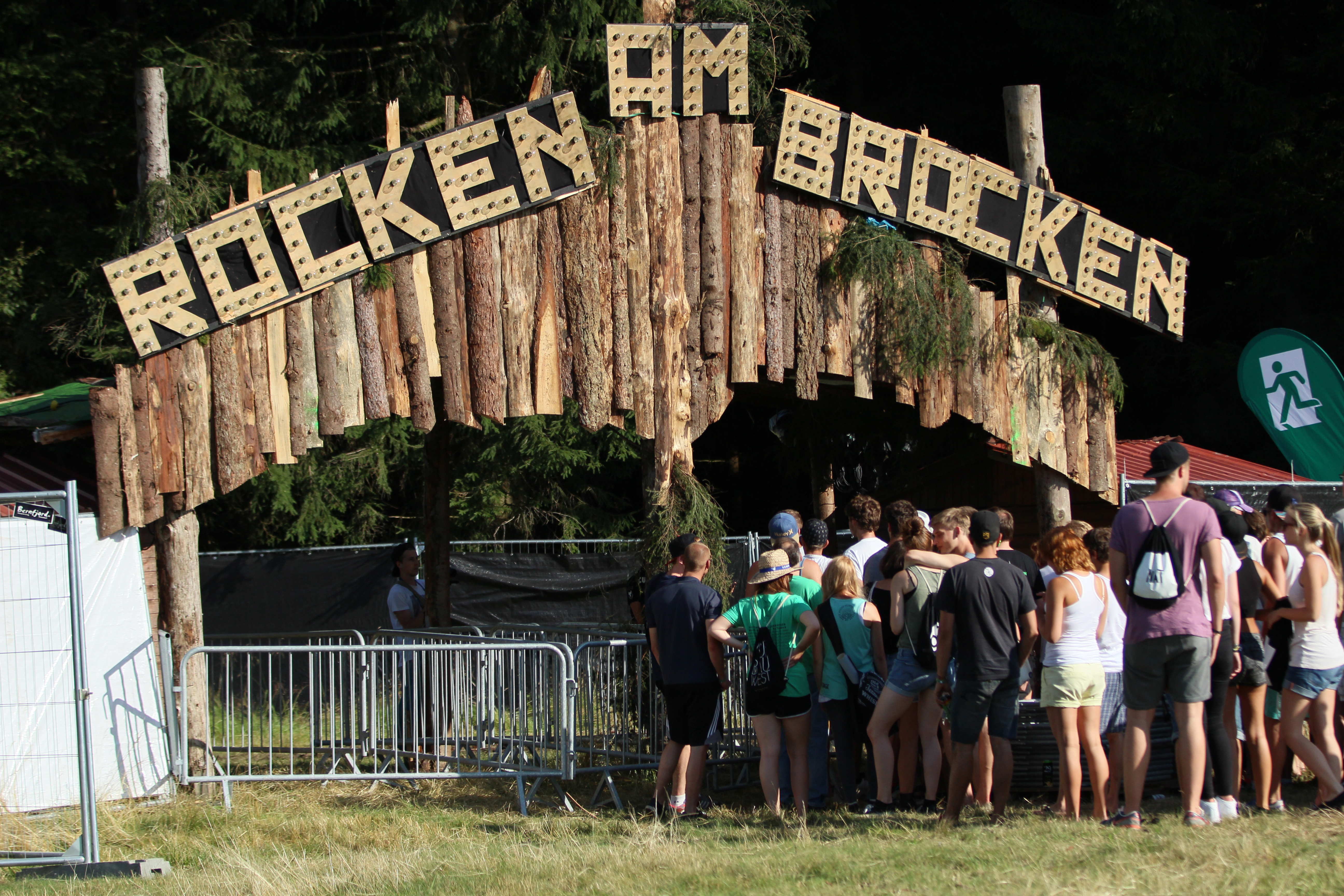
Eingangsbereich beim Rocken am Brocken (2014)

Die Idee, ein Rockfestival im Harz zu veranstalten, stammt aus dem Jahre 2004 von zwei ehemaligen Studenten der Hochschule Harz in Wernigerode. Das erste Rocken-am-Brocken-Festival wurde am 24. und 25. August 2007 realisiert. Zu den ersten Bands gehörte die Dinslakener Gruppe Kilians.
2011 führten die Veranstalter neben der Haupt- und Zeltbühne auch zwei kleine Electrofloors ein, auf denen unter freiem Himmel während des Festivals verschiedene DJ auflegen. Die fünf verschiedenen Bühnen heißen Brockenbühne, Jägerzirkus, Hexenhütte, Zauberwald und Klangnest.
Neben dem Rahmenprogramm wird das Extraticket zur Teilnahme am „Akustikpfad“ angeboten, einer geführten Wanderung durch den Nationalpark Harz mit verschiedenen Stationen, an denen Bands und Musiker auftreten. Daneben finden auf dem Gelände locke Workshops und Lesungen, ein Fußball- und Volleyballturnier und das „Duell der Giganten“ statt.
Im Ort Elend wurde 2018 unter dem Motto „Grüner Zelten“ erstmals die Möglichkeit geboten, abseits vom Festivalgelände zu zelten. Hier galt zwischen 0 und 7 Uhr Nachtruhe und ein Verbot von Ghettoblastern und Musikanlagen.

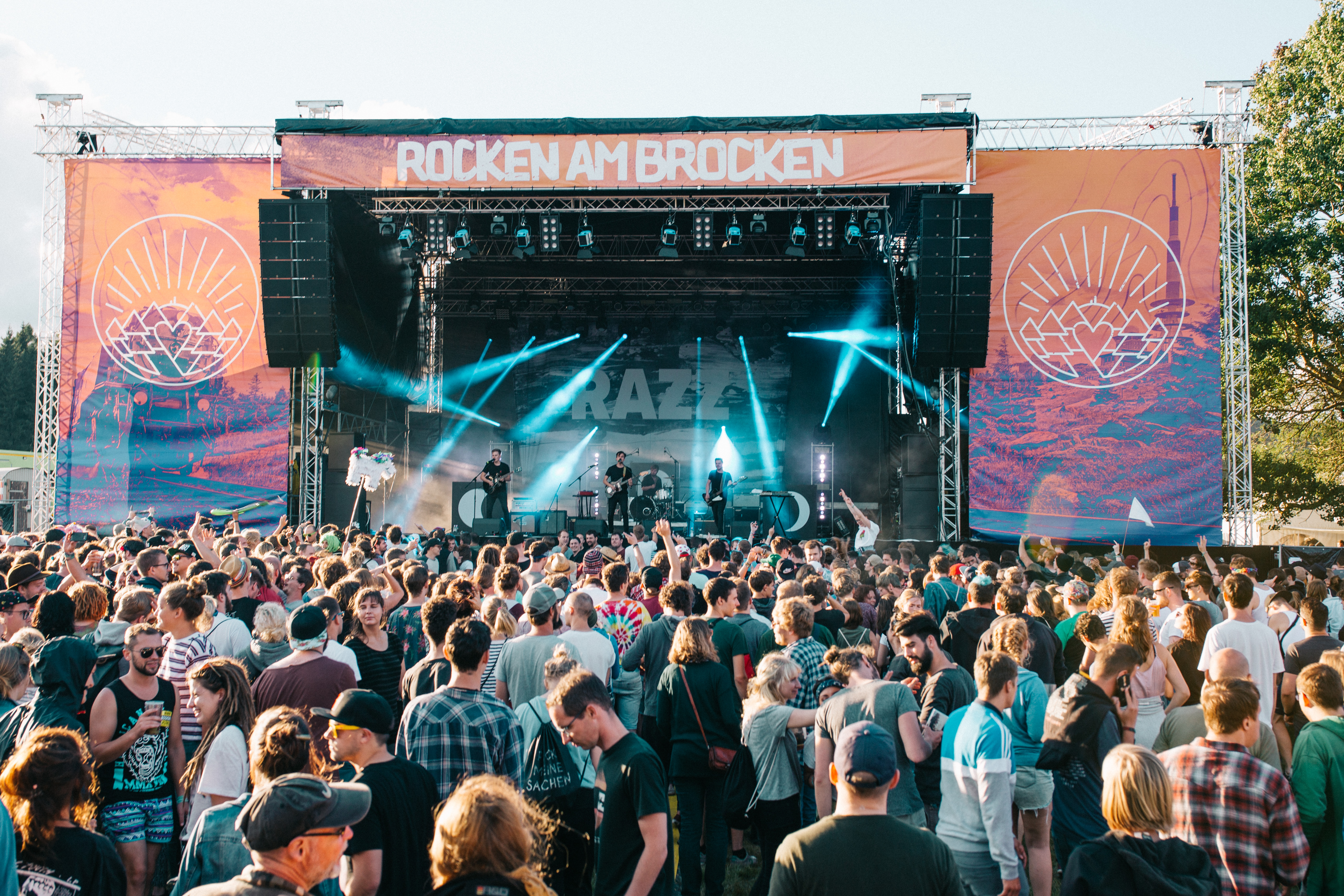
Razz spielen auf der Brockenbühne (2017)

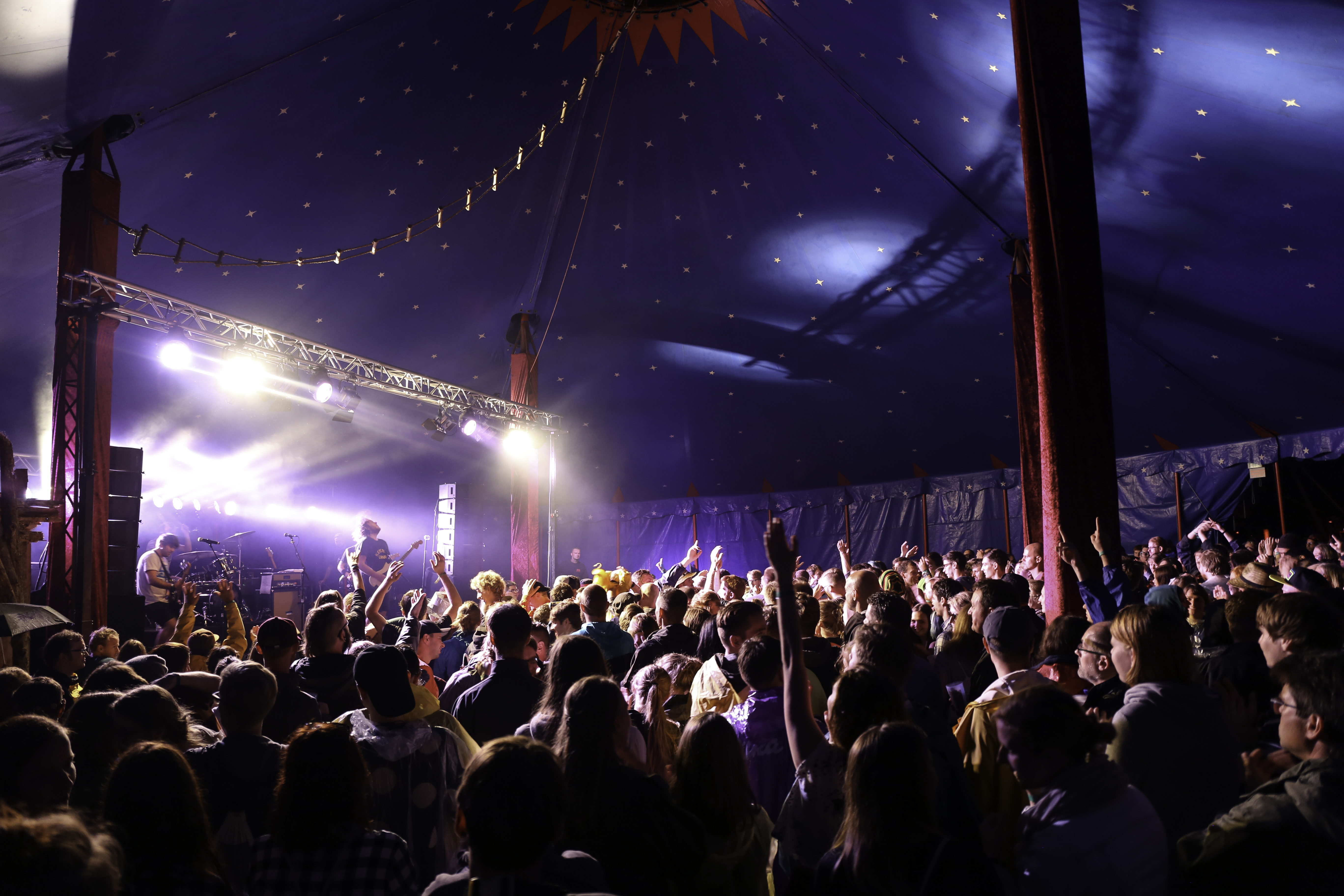
Jägerzirkus (2016)

2018 war aufgrund höchster Waldbrandgefahr (Stufe 5) im Harz auf dem Festivalgelände Grillen, Rauchen und Feuer jeglicher Art verboten; es wurde ein von der Feuerwehr überwachter Grillplatz eingerichtet und Raucherinseln ausgewiesen.
Die für den 30. Juli bis 1. August 2020 geplante Ausgabe wurde im April wegen der COVID-19-Pandemie abgesagt.

## Sonstiges

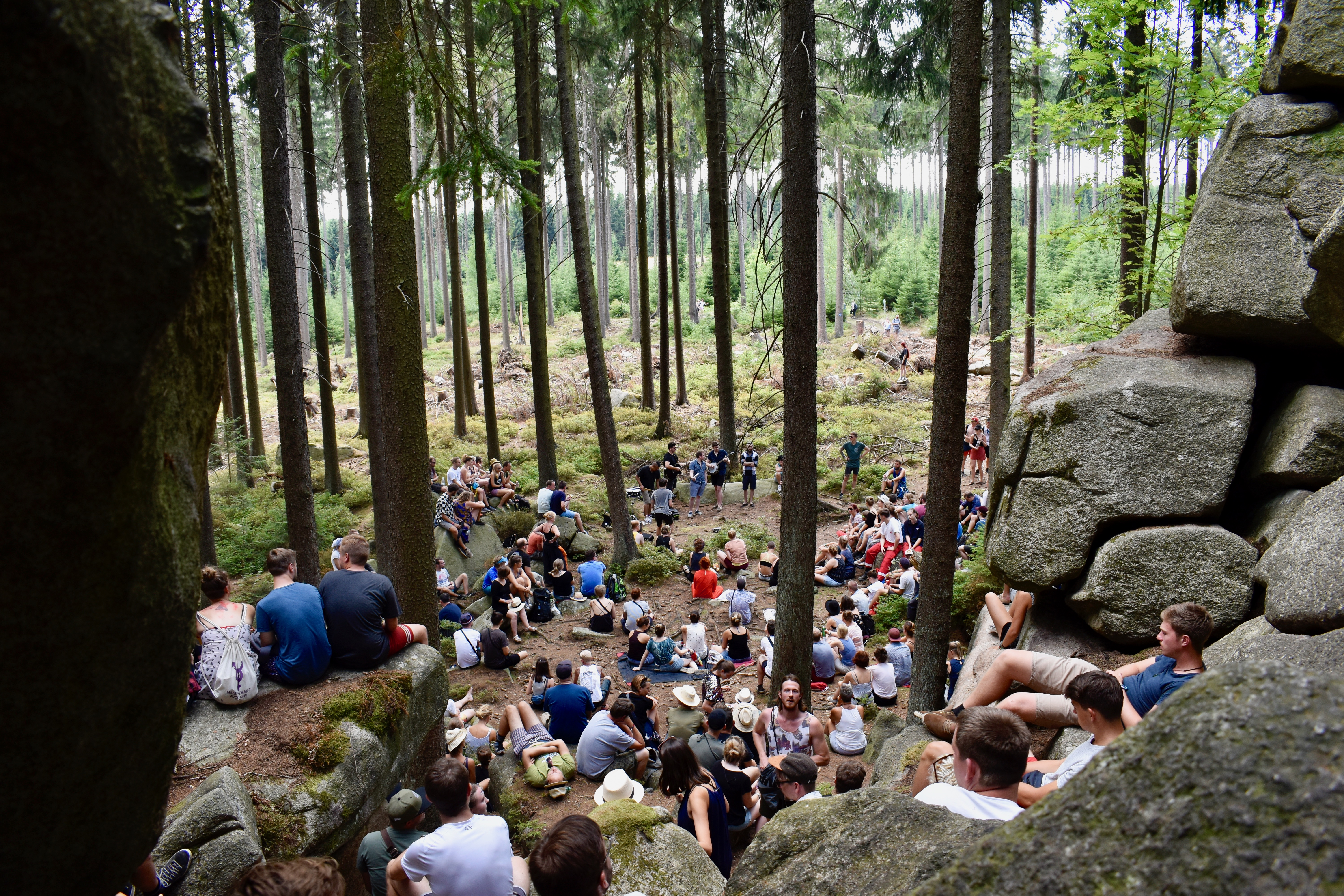
Akustikpfad

Neben den üblichen Verkehrsmitteln ist es möglich, mit der Harzer Schmalspurbahn anzureisen. Auf der 1.000-mm-Schmalspurstrecke zwischen Nordhausen und Wernigerode werden neben Dieseltriebwagen auch dampfbespannte Züge eingesetzt.

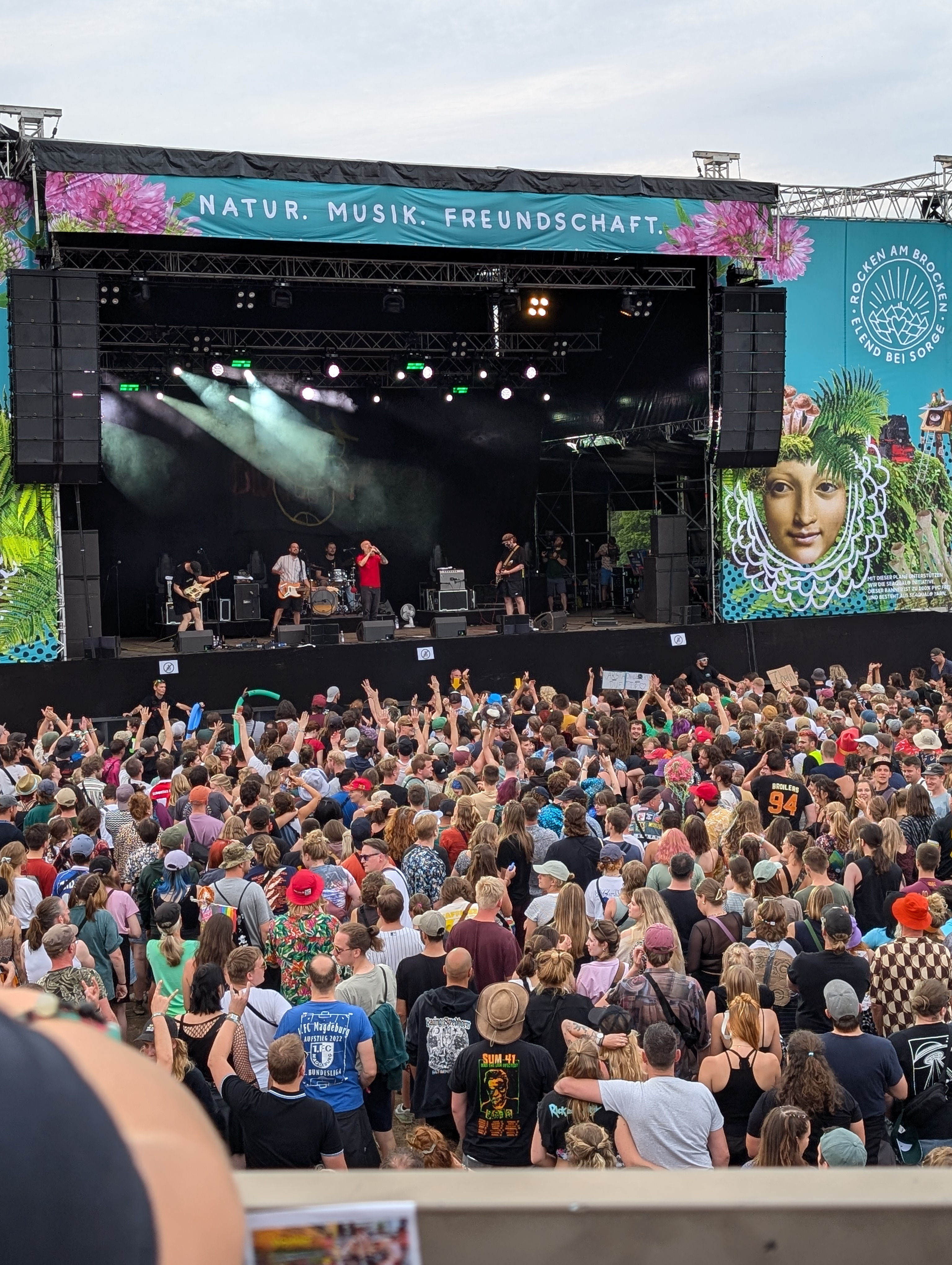
Team Scheisse auf der Brockenbühne (Hauptbühne) 2024

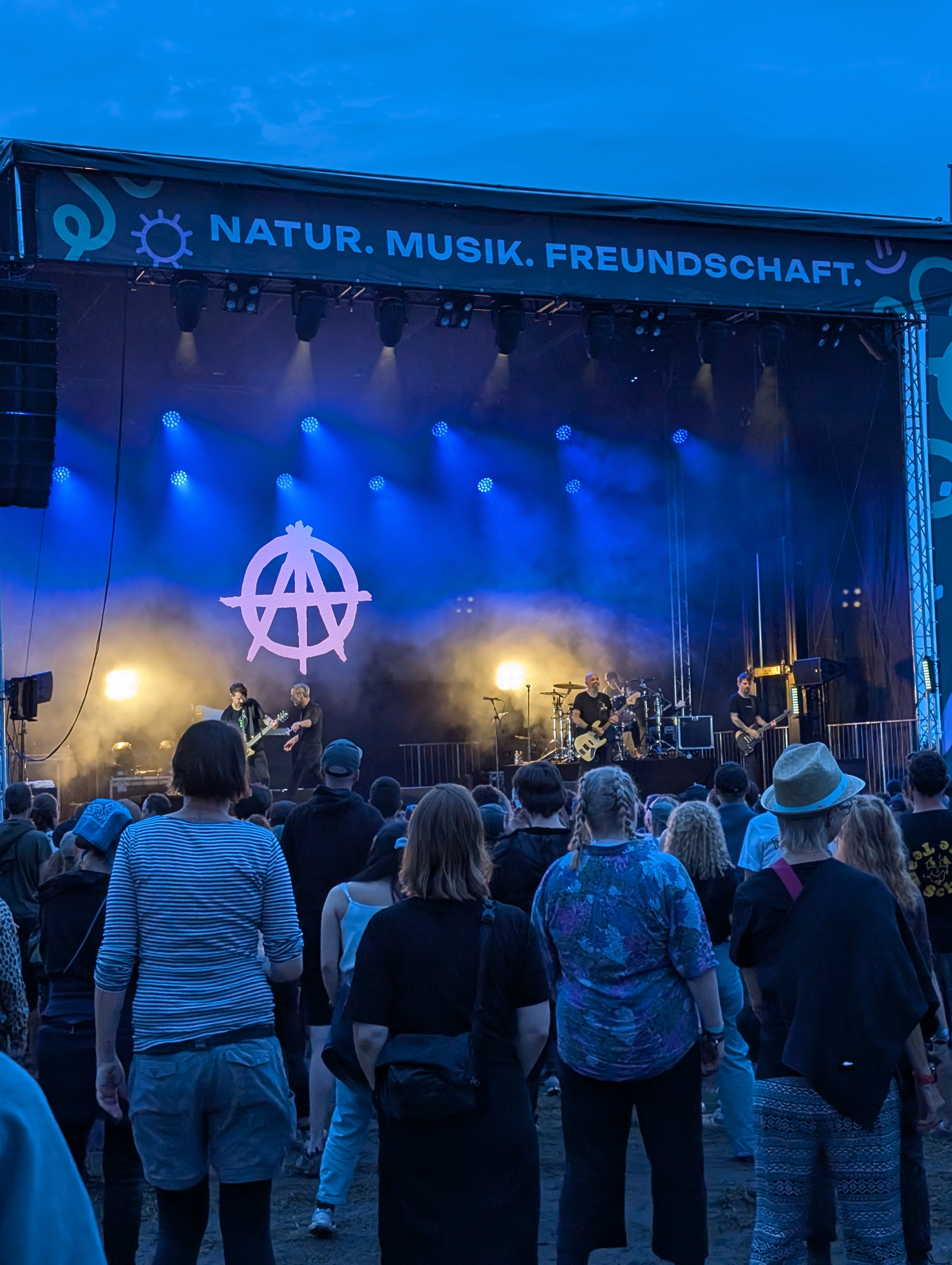
Adam Angst auf der Sternwarte (Nebenbühne) 2024

2009 wurde das Festival „Rocken am Brocken“ vom Berliner Tagesspiegel und Freenet.de zu den zehn besten Festivals in Deutschland gezählt. 2010 war der Festivalname „Rocken am Brocken in Elend bei Sorge“ Hauptbestandteil der 64.000-Euro-Frage bei „Wer wird Millionär?“.

## Bisherige Bands
| Jahr | Datum                | Bands |
| ---- | -------------------- | --- |
| 2007 | 24. – 25. August     | Kilians, Fire in the Attic, Ska-T, Spitting Off Tall Buildings, 5BUGS, Wilson Jr., Fertig, Los!, Cucumba Poo, Herr Arendt |
| 2008 | 22. – 23. August     | Jennifer Rostock, Johnossi, Turbostaat, Muff Potter, Fotos, Montreal, Stompin’ Souls, Ghost of Tom Joad, The Audience |
| 2009 | 31. Juli – 1. August | Portugal. The Man, Bosse, Frittenbude, Northern Lite, Tiger Lou, Friska Viljor, Kilians, Olli Schulz, Super700, Der Tante Renate, Cocoon Fire |
| 2010 | 30. – 31. Juli       | Bonaparte, Friska Viljor, The Busters, Itchy Poopzkid, Gisbert zu Knyphausen, Mutabor, Dúné, Eternal Tango, Trip Fontaine |
| 2011 | 29. – 30. Juli       | Jupiter Jones, Kraftklub, Art Brut, Good Shoes, Fotos, FM Belfast, Adolar, Minni the Moocher |
| 2012 | 26. – 28. Juli       | Madsen, Kakkmaddafakka, Anti-Flag, We Were Promised Jetpacks, K-Paul, Vierkanttretlager, Young Rebel Set, 5BUGS, Bondage Fairies, Rockstah, Fuck Art, Let’s Dance! |
| 2013 | 1. – 4. August       | Johnossi, Donots, Bakkushan, French Films, Oliver Koletzki, The Love Bülow, Satellite Stories, Herr von Grau, Schluck den Druck, The Skatoons, Who killed Frank?, Das Pack, David Dorad, Empire Escape, Feine Sahne Fischfilet, Grey Television, Hurricane Dean, K-Paul, Kapelle Petra, Kid Simius, Malleus, Massendefekt, Middleman, Jetlights, Not Called Jinx, Radio Havanna, Rampue, Razz, Schmitz Katze, Tante Polly, Tonbandgerät, The Sexinvaders |
| 2014 | 31. Juli – 2. August | Parasite Single, LSD on CIA, Dÿse, Go Go Berlin, Intergalactic Lovers, Exclusive, Blocksperga, Screw FM, Malleus, The Eternal Spirit, Blaudzun, AElement, Balthazar, New Desert Blues, Blood Red Shoes, His Statue Falls, Käptn Peng & Die Tentakel von Delphi, Ubershark, Kapelle Petra, Sonic Mobilée, Jenix, Tom Klose, Torpus and the Art Directors, The Animen, Rantanplan, Razz, Abby, Liedfett, Triggerfinger, Findus, Frittenbude, Schluck den Druck |
| 2015 | 30. Juli – 1. August | Acollective, AnnenMayKantereit, Berlin Syndrome, Budzillus, Cosby, Feine Sahne Fischfilet, Honig, I’m Not A Band, Joco, Jonah, Kill It Kit, LSD on CIA, Moop Mama, OK Kid, Oracles, Razz, Royal Republic, Schluck den Druck, Schmutzki, Sizarr, The Majority Says, The Prosecution, Tom Klose & Band, Turbostaat, Vierkanttretlager, WhoMadeWho, Xul Zolar |
| 2016 | 28. – 30. Juli       | Antilopengang, B6BBO, Blackout Problems, Die Nerven, Dominic Lanfer, Emily's Giant, Frére, Friska Viljor, Game Ove, Georgia, Giant Rooks, Heisskalt, Henja, Herr Lehrmann, Kakkmaddafakka, Kapelle Petra, Kytes, L’Aupaire, Liedfett, Nosoyo, Razz, Romano Licker, Sophie Hunger, The/Das, The Notwist, The Secnd, The Smith Street Band, The Subways, Alec Troniq & Gabriel Vitel |
| 2017 | 3. – 5. August       | Adam Angst, Brett, Bosse, Drangsal, Eau Rouge, Feine Sahne Fischfilet, Gurr, Irie Révoltés, Jake Issac, Kock's Motel, Le Fly, Leoniden, Mother’s Cake, Milliarden, Neonschwarz, No King.No Crown, Oliver Koletzki, Parcels, Razz, Rikas, Roosevelt, Schluck den Druck, Sea Moya, SXTN, Tak Tak Tak, Van Holzen, Vizediktator, Warhaus, Andreas Liebert |
| 2018 | 2. – 4. August       | Zugezogen Maskulin, Olli Schulz, Faber, Mighty Oaks, Lion Sphere, Razz, Florian Künstler, Son, DJ Binichnich aka Harris, Impala Ray, Provinz, K-Paul, Seth Schwarz, Massendefekt, VÖK, Das Paradies, Beauty & The Beats, Luke Noa & The Basement Beats, Love A, Sind, Juse Ju, Klan, Pabst, INVSN, DJ !MAUF, King Kong Kicks, Hesse, Clixx, Zulu, Son of Polvo, Swiss und die Andern, We Are Nuts, Noga Erez, Jukno, Elliver, Die Höchste Eisenbahn, Kollektiv Ost, We Are Scientists, Dirty Doering, Foxon, Yetti Meissner, Isolation Berlin, Kid Dad, Blond, John Dee, We Take the Biscuit, Von Wegen Lisbeth, Indie.Disko.Gehn, Tom Gatza, Henry and the Waiter, Bukahara, Blackout Problems, Aron L Flow |
| 2019 | 1. – 3. August       | The Adicts, Frittenbude, Querbeat, Welshy Arms, Bonaparte, Giant Rooks, Leoniden, Yetti Meissner, Casimir von Oettingen, The Districts, Pish (Kakkmaddafakka), Barns Courtney, Cassia, Granada, Der Täubling, Keir, Mavi Phoenix, Neufundland, Alli Neumann, The Holy, Hope |
| 2020 | 31. Juli – 2. August | Durch die COVID19-Pandemie konnte das Festival nicht wie gewohnt stattfinden. Es gab einen Live-Stream beim Zeitgleich-Festival in Zusammenarbeit mit dem Fernsehsender arte. |
| 2021 | 6. – 7. August       | Erneut wegen der Pandemie lief das Festival nicht wie gewohnt. Im Rahmen des Zeitgleich Festival 2.0 in Zusammenarbeit mit arte gab es wieder einen Livestream, und es konnten auch 2.000 Personen teilnehmen. Alice Merton, Black Sea Dahu, Faber, Fullax, Graham Candy, Jeremias, Kat Frankie, Lambert, Maria Basel, Modell Bianka, Montreal, No.Mads, North West, Razz, Raum27, Rogers, Schluck den Druck, Sofia Portanet, Tristesse, Footprint Project |
| 2022 | 4. – 6. August       | Alice Phoebe Lou, Annett Gapstream, Baba Blakes, Beatsteaks, Blond, Blood Red Shoes, Botticelli Baby, DJ! Mauf, Das Günther, Donna Leona, Easy Easy, Elektro Guzzi, Emilie Zoé, Everything Everything, Faber, Frank Carter & The Rattlesnakes, Gustaf, Hitgiganten, Indie.Disko.Gehn, Jiska, John Steam Jr., Kaffkiez, Milliarden, Mola, Neeve, Nina Chuba, Passepartout, Paula Hartmann, Provinz, Rikas, Roy Bianco & Die Abbrunzati Boys, Sarah Wild, Schmyt, Shame, SiEA, Steiner & Madlaina, The Hirsch Effekt, The Holy, Umme Block, Veenus, Wezn, Ätna |
| 2023 |                      | Paula Carolina |
| 2024 | 1. – 3. August       | Bilderbuch, Alli Neumann, Grossstadtgeflüster, Kaffkiez, Edwin Rosen, Team Scheisse, Disarstar, Das Lumpenpack, Royel Otis (Auftritt abgesagt, als Ersatz spielte 'Kasi'), Adam Angst, Dilla, Klangphonics, Bruckner, The Mysterines, Bibiza (Auftritt abgesagt, als Ersatz spielte 'Sharaktah'), ok.danke.tschüss, CATT, Tränen, Gurriers, Soffie, BĘÃTFÓØT, Tjark, 24/7 Diva Heaven, Paulinko, Blush Always, Dennis Kiss, Luana, ELL, Raumfisch, Snake Eyes, Siggi, The Lorbank Collective, ÆDLA, Below Zero, Kunstloses Brot, Karo Lynn, Kira, The Funky Grannies, Papu, Tiny Wolves Atric Live, Tober&Tober, Sophia Wach, Funkylanda, Maka Mogle, Peter Pivo, Laser Ludi, DJ !Mauf, Indie.Disko.Gehn, Bretter&Better, Aliska, Hop'n Honey, Disco Collective, nmadria, Madmoiselle, Nik Bøder, Salt&Peppers, AVU B2B Daniel Bade, Nico Tober B2B Søren Ossenkop, Lou Velours, DJ Lametta Eva Matz, Josephine Ziegler, Jule Thomsen, Matti Linke, Mirko Menser, Novalux, Pauline Prigge |
| 2025 | 31.7. – 2.8.         | Kate Nash, Frank Turner & The Sleeping Souls, Zartmann, Madsen, Blond/Apsilon, Deine Cousine, Ritter Lean, Becks, Bibiza PA69, Big Special, Salò, Tyna, Steintor Herrenchor, Kapa Tult, Paula Engels, Ikan Hyu, Maïa, B6bbo, Traumatin, Serpentin, Soft Loft, Grenzkontrolle, Bush.ida, Siggi, Leuchtstoff, The Livelines, Modular, Mina Richman, Agatha is dead!, Cary, Station 17, Animat, Lavinia, Tiny wolves |